# Илаган
Илаган (таг. Ilagan) — город на Филиппинах, столица провинции Исабела (в регионе Долина Кагаян) на острове Лусон. Статус города получил в 1998 году. Первое поселение было основано здесь в 1686 году.
Численность населения — 131 243 жителя (2007). Площадь — 1 166 кв. км.
Исполнительная власть принадлежит мэру. Законодательную власть осуществляет Муниципальный Совет (таг. Sanggunian Bayan).

## Географическое положение
Илаган расположен в центре провинции и окружён другими муниципалитетами: Тумауини, Кирино, Дивилакан, Сан-Мариано. Город расположен на реке Кагаян к западу от гор Сьерра-Мадре.
Город находится от Манилы на расстоянии 397 км, и от Тугегарао — 96 км.
31 % территории города занимают сельскохозяйственные угодья, 36 % — лесонасаждения, 33 % — городская застройка, где расположены правительственные, коммерческие учреждения и жилые кварталы. Как аграрный центр, Илаган производит зерновые, рис, овощи и фрукты. Он обладает и большими лесными ресурсами.

## Население
Население занято в коммерческой, промышленной, сельскохозяйственной сферах и строительстве.
Динамика роста населения в последние годы:
- 1990 − 79 336
- 1995 − 106 912 (2,5 %)
- 2000 − 119 990 (2,51 %)
- 2007 − 131 243 (1,24 %)

## Экономика и образование
Основная отрасль промышленности в Илагане — мебельная. Затем — пищевая. Обе отрасли имеют местную сырьевую базу. Мебель изготовляется из местных высококачественных пород деревьев.
Среди торговых предприятий наибольшую в Илагане играют два крупных общественных рынка, в микрорайонах Памилиханг и Балигатан.
Транспортные средства в провинции представлены наземными видами транспорта. Налажено регулярное автобусное сообщение в Манилу и Тугегарао. Внутри города и на недалекие расстояния используются автомобили и велосипеды.
Крупнейшее учебное заведение в провинции — Государственный университет провинции Исабела в Илагане. Кроме этого есть ряд колледжей и другие учреждения.